# Seattle Storm 2019
La stagione 2019 delle Seattle Storm fu la 20ª nella WNBA per la franchigia.
Le Seattle Storm arrivarono terze nella Western Conference con un record di 18-16. Nei play-off vinsero il primo turno con le Minnesota Lynx (1-0), perdendo poi il secondo turno con le Los Angeles Sparks (1-0).

## Roster
| N° | Naz.                   | Ruolo | Sportivo               | Anno | Alt. | Peso |
| -- | ---------------------- | ----- | ---------------------- | ---- | ---- | ---- |
| 1  | Stati Uniti (bandiera) | AC    | Crystal Langhorne      | 1986 | 188  | 84   |
| 2  | Stati Uniti (bandiera) | C     | Mercedes Russell       | 1995 | 198  | 88   |
| 3  | Stati Uniti (bandiera) | C     | Courtney Paris         | 1987 | 193  | 113  |
| 5  | Stati Uniti (bandiera) | A     | Anriel Howard          | 1997 | 180  |      |
| 6  | Stati Uniti (bandiera) | A     | Natasha Howard         | 1991 | 188  | 75   |
| 11 | Stati Uniti (bandiera) | G     | Shavonte Zellous       | 1986 | 178  | 85   |
| 12 | Stati Uniti (bandiera) | G     | Blake Dietrick         | 1993 | 178  | 71   |
| 21 | Stati Uniti (bandiera) | G     | Jordin Canada          | 1995 | 168  | 61   |
| 23 | Stati Uniti (bandiera) | A     | Kaleena Mosqueda-Lewis | 1993 | 180  | 82   |
| 24 | Stati Uniti (bandiera) | G     | Jewell Loyd            | 1993 | 178  | 67   |
| 32 | Stati Uniti (bandiera) | A     | Alysha Clark           | 1987 | 178  | 76   |
| 33 | Stati Uniti (bandiera) | G     | Sami Whitcomb          | 1988 | 178  | 66   |

## Staff tecnico
- Allenatore: Dan Hughes
- Vice-allenatori: Gary Kloppenburg, Noelle Quinn
- Preparatore atletico: Tom Spencer